# Ulf Stötzel

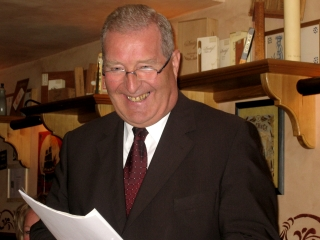
Ulf Stötzel

Ulf Stötzel (* 24. September 1939 in Siegen) ist ein deutscher Politiker der CDU und war von 1999 bis 2007 Bürgermeister der Stadt Siegen.

## Leben
Ulf Stötzel besuchte das Fürst-Johann-Moritz-Gymnasium in Weidenau und studierte nach dem Abitur an der Rheinisch-Westfälischen Technischen Hochschule Aachen Architektur und Städtebau.
Von 1963 bis 1966 war Stötzel Leiter der Planungsgruppe A 45 und Hüttentalstraße beim Landesstraßenbauamt (LSBA), Niederlassung Siegen (heute Landesbetrieb Straßenbau NRW). Mit dem Wechsel in die Kommunalverwaltung war er von 1966 bis 1979 zunächst Leiter des Bauamtes der Gemeinde Netphen und von 1991 bis 1999 Gemeindedirektor in Netphen.
Bei der Kommunalwahl 1999 wurde Stötzel mit der ersten Bürgermeister-Direktwahl zum hauptamtlichen Bürgermeister der Stadt Siegen gewählt. Bei der Kommunalwahl 2004 wurde er erneut als Bürgermeister und Verwaltungschef in direkter Wahl wiedergewählt. Mit Erreichen der Altersgrenze von 68 Jahren endete die Amtszeit von Stötzel zum 30. September 2007.